# CEBPE
CEBPE (англ. CCAAT/enhancer binding protein epsilon) – білок, який кодується однойменним геном, розташованим у людей на короткому плечі 14-ї хромосоми. Довжина поліпептидного ланцюга білка становить 281 амінокислот, а молекулярна маса — 30 603.
| 10         |  | 20         |  | 30         |  | 40         |  | 50         |
| ---------- |  | ---------- |  | ---------- |  | ---------- |  | ---------- |
| MSHGTYYECE |  | PRGGQQPLEF |  | SGGRAGPGEL |  | GDMCEHEASI |  | DLSAYIESGE |
| EQLLSDLFAV |  | KPAPEARGLK |  | GPGTPAFPHY |  | LPPDPRPFAY |  | PPHTFGPDRK |
| ALGPGIYSSP |  | GSYDPRAVAV |  | KEEPRGPEGS |  | RAASRGSYNP |  | LQYQVAHCGQ |
| TAMHLPPTLA |  | APGQPLRVLK |  | APLATAAPPC |  | SPLLKAPSPA |  | GPLHKGKKAV |
| NKDSLEYRLR |  | RERNNIAVRK |  | SRDKAKRRIL |  | ETQQKVLEYM |  | AENERLRSRV |
| EQLTQELDTL |  | RNLFRQIPEA |  | ANLIKGVGGC |  | S          |  |            |

A: Аланін

C: Цистеїн

D: Аспарагінова кислота

E: Глутамінова кислота

F: Фенілаланін

G: Гліцин

H: Гістидин

I: Ізолейцин

K: Лізин

L: Лейцин

M: Метіонін

N: Аспарагін

P: Пролін

Q: Глутамін

R: Аргінін

S: Серин

T: Треонін

V: Валін

Кодований геном білок за функціями належить до активаторів, фосфопротеїнів. 
Задіяний у таких біологічних процесах, як транскрипція, регуляція транскрипції. 
Білок має сайт для зв'язування з ДНК. 
Локалізований у ядрі.